# Atuell d'enterrament

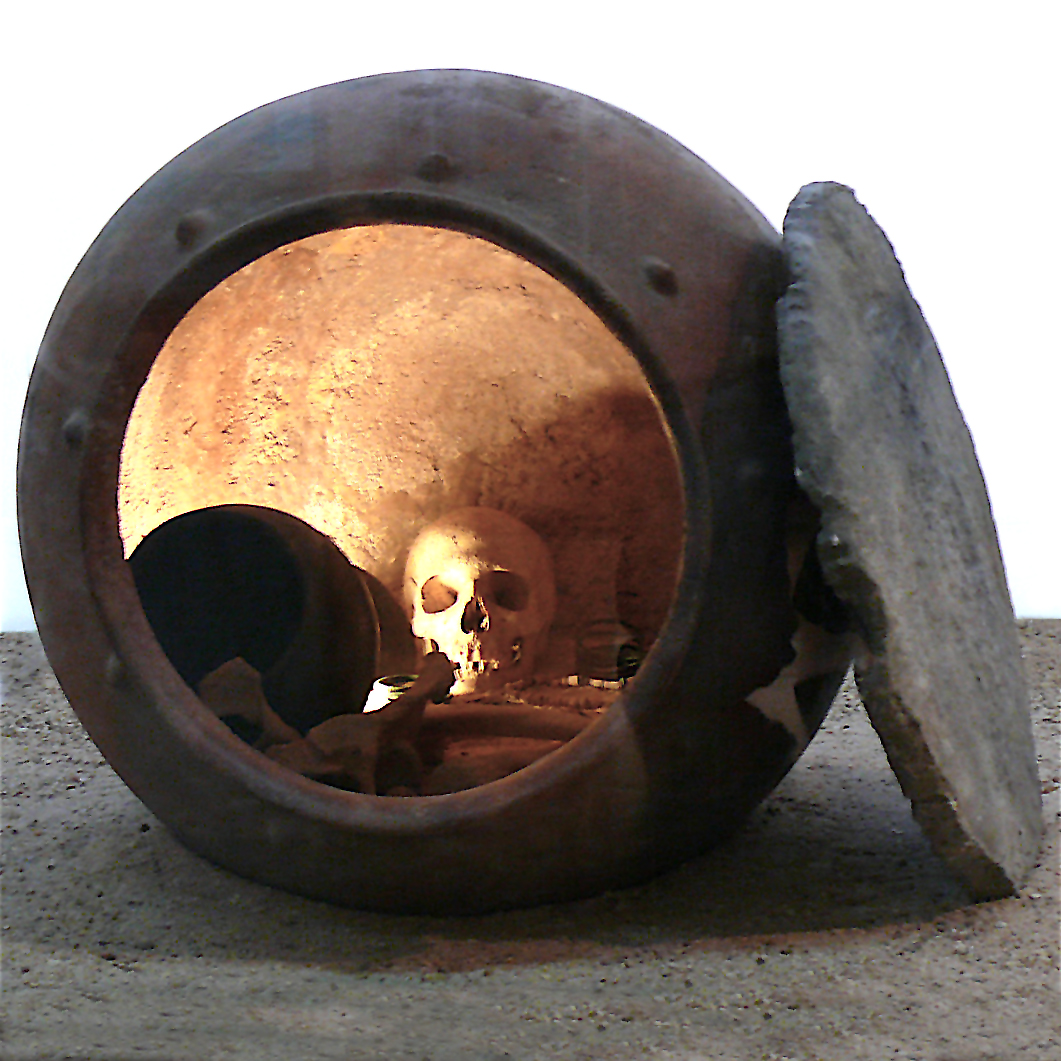
Enterrament “argàric” en atuell, Museu Arqueològic Nacional (Madrid). El cadàver es col·loca en un atuell de fang gran que després s'enterrava

Un atuell d'enterrament és un recipient de ceràmica usat per a guardar les restes d'un difunt després d'incinerar-lo. Es descriu com a gran atuell de boca ampla, coll curt o sense coll, ventre esfèric ampli (segellat amb tapadora). S'utilitzaren en soterrars cerimonials de diverses cultures prehistòriques,[2] i poden associar-se o complementar-se amb processos funeraris com els anomenats camps d'urnes, el desenvolupament dels quals se situa a Europa entre el final de l'edat del bronze i l'inici de l'edat del ferro. Morfològicament presenten l'aspecte d'una tenalla o les antigues pitos de la cultura mediterrània,[5][6] tot i que els seus usos funeraris són comuns en molt diverses cultures i llocs del planeta.

## Cronologia, tipologia i localitzacions
Els enterraments en atuell més antics s'han datat del 900 ae, i els més recents entre els s. XV i XVII. N'apareixen en jaciments arqueològics de Cambodja, Egipte, Espanya, Filipines, l'Índia, Indonèsia, Iran, Japó, Líban, Malàisia, Palestina, Síria, Sumatra, Taiwan, Tailàndia, Vanuatu i Vietnam.
Els enterraments s'han classificat segons la metodologia, procés i possible jerarquització del mort, des d'un model primari o «primer enterrament», fins a altres més historiats, en funció de la quantitat i el tipus d'ofrenes (eines de bronze o ferro, armes i adorns de bronze, argent, or, fusta, pedra, argila, i vidre) dins o al voltant de l'enterrament, a més dels possibles privilegis segons la ubicació de la tomba, o de la col·locació dels atuells. La classificació dels enterraments ha suggerit la idea que –en certes cultures– el període que es deixava entre el primer enterrament i el segon (que sol coincidir amb la durada de la descomposició del cos humà), venia imposat per una interpretació de la mort com a lent procés de canvi: el pas de la societat visible dels vius a la invisible dels morts. Així, s'ha observat que durant el període de descomposició, el cadàver era atès com si encara estigués viu, i li deixaven sovint menjar i beguda, i li feien companyia. A Europa, i en concret a la península Ibèrica, la catalogació se'n complementa amb les classificacions d'altres tipus d'enterrament, com els genèrics de la cultura dels camps d'urnes.
El model més elemental o «primer enterrament» se'n limita a la descripció dels ritus immediatament després de la mort. Per exemple, a Creta, el cadàver s'embalava fortament perquè quedara ben encaixat en la tenalla (un procés que es pensava al principi que només s'aplicava a cossos de nounats o xiquets, però que també s'ha documentat en adults (amb atuells més grans i més profunditat a les tombes). A voltes, als soterraments egipcis per exemple, el cos, col·locat en vertical, determinava la capacitat i grandària de l'atuell. Tant a Egipte com en altres diverses cultures, els atuells incloïen una tapadora que no necessàriament havia de ser també de terrissa, hi valdria una simple pedra plana o fins i tot un altre atuell superposat tapant la boca de la més gran. En el segon model d'enterrament s'inclouen les cerimònies fetes amb el cos enterrat al llarg del temps de descomposició, la cura del cadàver, neteja d'ossos i trofeus, i finalment el seu trasllat a una urna funerària.
Un altre capítol important és l'anàlisi dels aixovars funeraris continguts als atuells o que acompanyen després les urnes en els soterrars successius. Així, en sobreïxen les talles o estatuetes que representen déus o criatures divines, com ocorre a Egipte, a manera de companys de viatge o intercessores en els processos més enllà de la mort. Altres accessoris freqüents en l'aixovar del difunt són joies, armes, espills i ossos d'animals, tot i que no queda clar si són regals funeraris o «eines per al més enllà».

## Alguns exemples arqueològics
- En el context de la cultura minoica i de l'antiga Grècia, es pot destacar el tradicional enterrament en les tenalles d'emmagatzematge conegudes com a pitos (amb anses redones verticals ovalades).[12]
- El Argar, jaciment arqueològic situat a Antas (municipi d'Almeria), corresponent al bronze del sud de la península Ibèrica.[13]
- El jaciment de Yoshinogari, al Japó, amb més de 2.000 tenalles funeràries datades d'entre el segle iv aC i el s. III de.[14][15]
- El conjunt arqueològic conegut com a "Erm de les tenalles", amb localitzacions de milers d'atuells de pedra en forma de tenalla escampats per l'altiplà de Xieng Khouang, a les terres altes del nord de Laos, a la serralada Annam.[16]
- A Cambodja (a la zona oriental de les Muntanyes Cardamom i Elefant o Krâvanh), es descobrí al 2006 una colònia funerària usada només durant un període de quinze anys i datada entre 1395 i 1650 ae, que a més de les restes humanes de més de 152 individus, incloïa ossos d'animals domèstics. L'anàlisi del material arqueològic permeté deduir dos tipus d'atuells diferents, uns arribats pel comerç marítim i altres produïts pels terrissers locals.[17]
- A les Filipines s'han trobat jaciments en coves amb enterraments en tenalles d'argila o de pedra a Luzon, Marinduque, Masbate, Sorsogon, Palawan, Sarangani i Mindanao datats del Neolític tardà, l'exemplar més antic n'és la tenalla de Manunggul de la cova de Tabon, data del 890 al 710 ae.[18][19]

## Galeria d'imatges

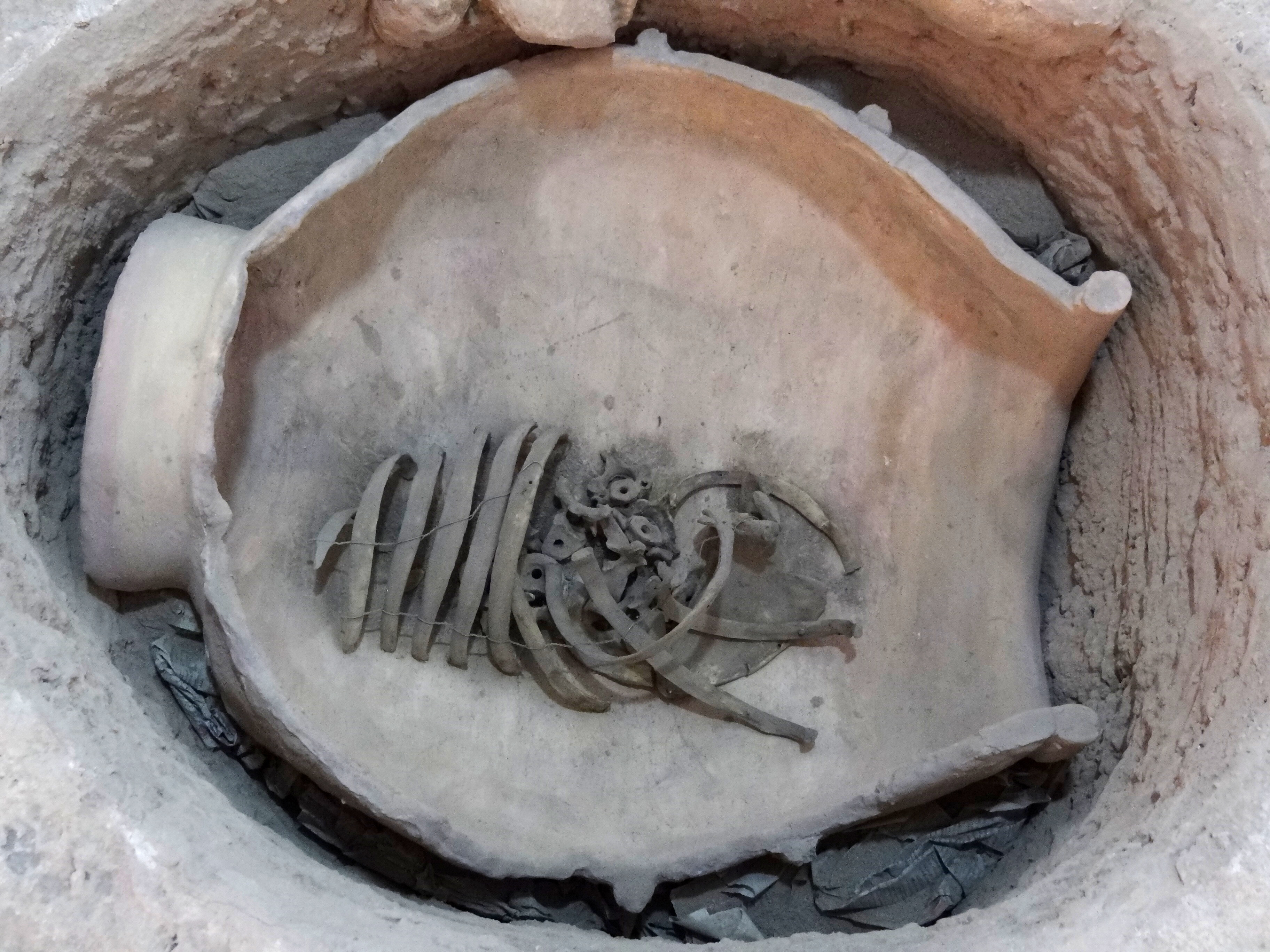
Gerra d'enterrament del nen petit - Museu Etnogràfic - Castell de Falak-ol-Aflak - Khorramabad - Iran occidental
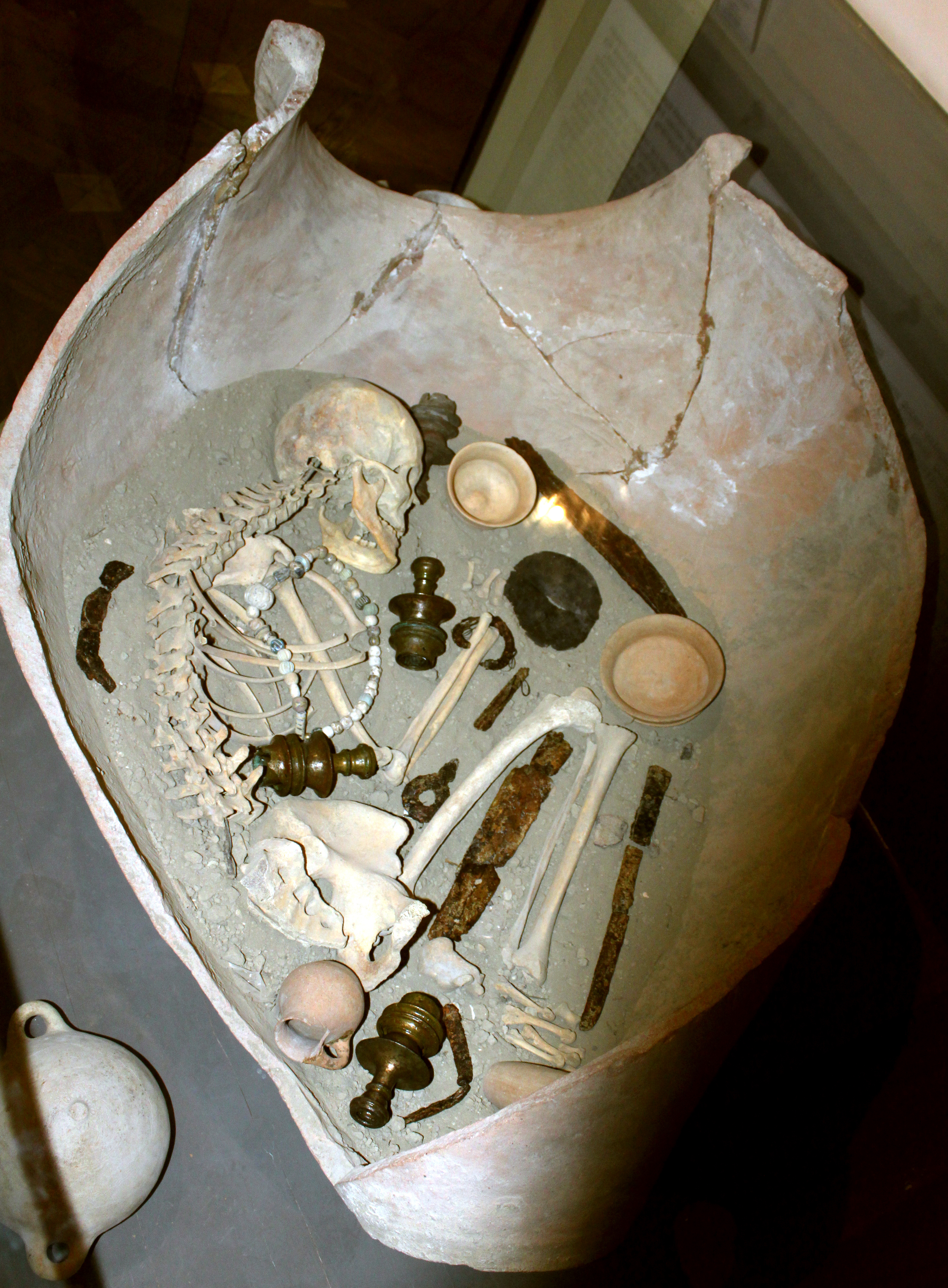
Cultura Jar enterrament a l'Azerbaidjan
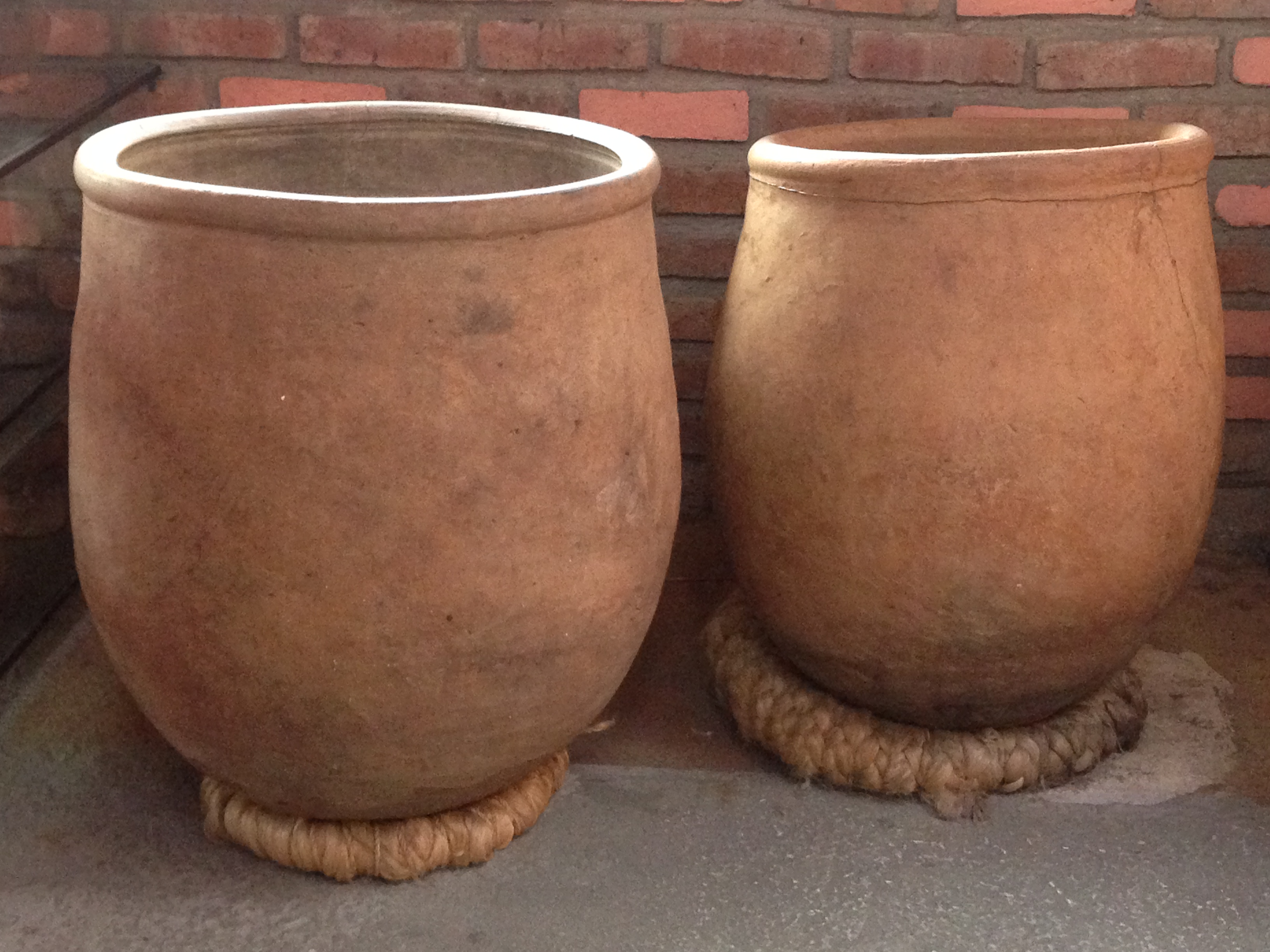
Urnes funeràries de Milagro Quevedo, Museu de les Cultures Aborígens, Conca, Equador,
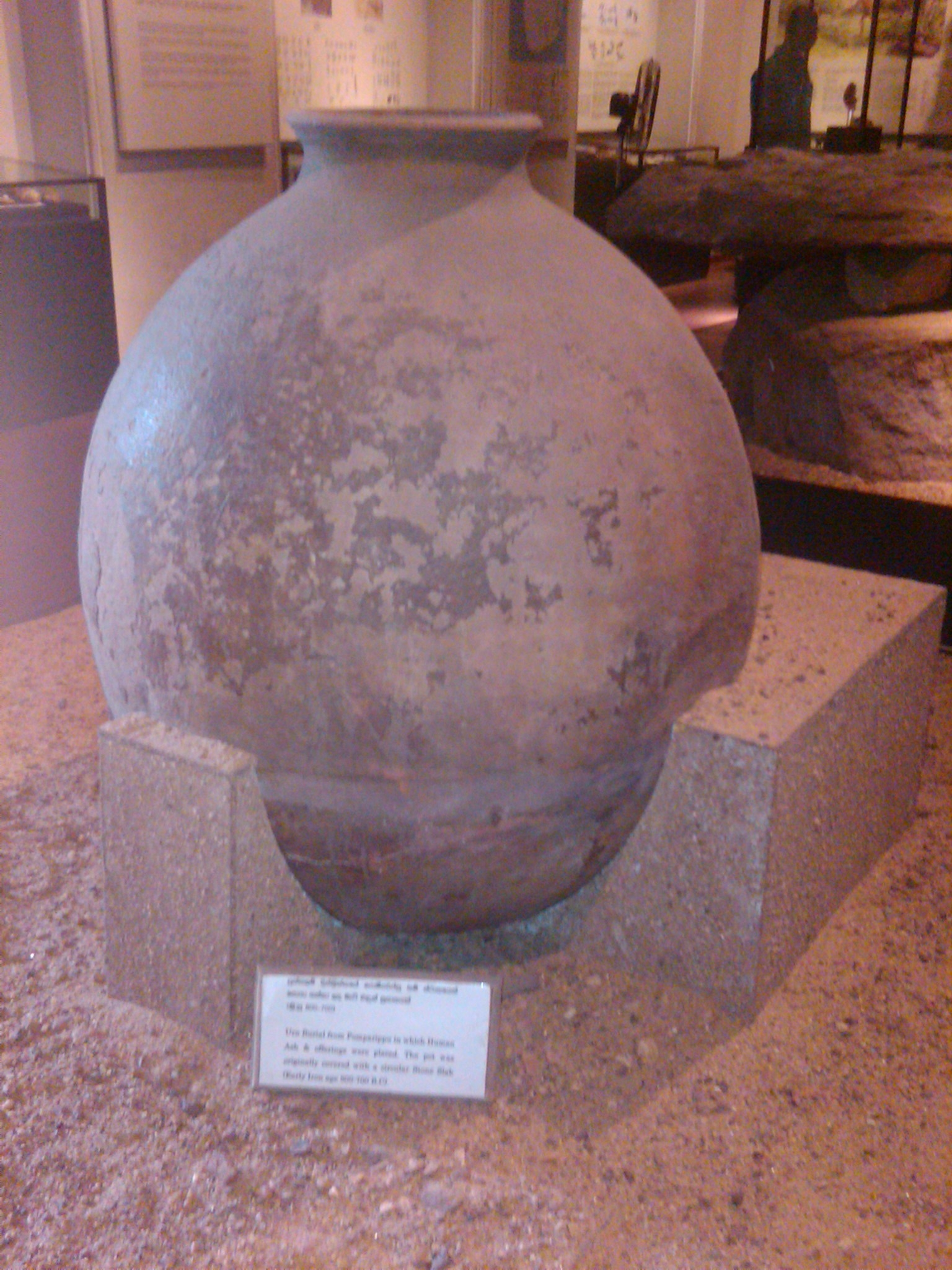
Urnes megalítiques es troben a Pomparippu, Sri Lanka.